# Drosophila punjabiensis (artundergrupp)
Drosophila punjabiensis är en artundergrupp som innehåller sex arter. Artundergruppen ingår i släktet Drosophila, undersläktet Sophophora och artgruppen Drosophila montium. Alla arter inom artundergruppen har utbredningsområden inom Asien och fyra av arterna finns endast i Indien.
Tidigare räknades Drosophila watanabei och Drosophila nagarholensis som en del av artkomplexet punjabiensis, på grund av att vissa korsningar kunde göras mellan dessa arter och Drosophila punjabiensis. En fylogenetisk analys gjord 2018 visade att dessa arter inte var lika närbesläktade som man tidigare trott och därför räknas dessa arter inte längre som en del av artkomplexet.

## Lista över arter i artundergruppen

### Artkomplexetpunjabiensis
- Drosophila punjabiensis

### Övriga arter
- Drosophila gangotrii
- Drosophila nagarholensis
- Drosophila palniensis
- Drosophila sampagensis
- Drosophila watanabei